# Meriania tetramera
Meriania tetramera é uma espécie de planta do gênero Meriania e da família Melastomataceae. 

## Taxonomia
A espécie foi descrita em 1980 por John Julius Wurdack. 

## Forma de vida
É uma espécie terrícola e arbórea. 

## Descrição
Arvoretas ou árvores 4-16 metros de altura; indumento tomentoso, ferrugíneo, tricomas ramificados- ou dendríticos-amorfos, geralmente caducos. Ramos subtetragonais a cilíndricos. Folhas isófilas ou anisófilas; pecíolo 1,5-4,5 centímetros de comprimento; lâmina 7 verde discolor, cartácea, elíptica, obovada ou ovada, base aguda a curto-cuneada ou curto-decorrente, às vezes arredondada.
Cimóides umbeliformes, 4-6 centímetros de comprimento, terminais, pêndulos; pedúnculo 0,5-2,2 centímetros de comprimento; brácteas e bractéolas espatuladas, arredondadas, margem revoluta, caducas. Flores 4-meras; pedicelo 1,5-3 milímetros de comprimento; hipanto 2,5-4,2 milímetros de comprimento, campanulado, não costado; torus glabro; cálice< irregulamente valvar, truncado ou lacínias irregulares, rígido-membranáceo, lobos externos obscuros; pétalas 6-11 milímetros de comprimento, róseas, membranáceas; estames subiguais em tamanho, anteras 6-7 milímetros de comprimento, cremes, oblongo-subuladas, poro terminal-dorsal, apêndice ascendente ausente, apêndice basal calcar 1,2-2 milímetros de comprimento, azulado, agudo; ovário parcialmente livre no interior do hipanto, 4-locular; estilete 13-17 milímetros  de comprimento, curvo no ápice. Frutos de 7-20 milímetros de comprimento (com pedicelo), porção fértil (hipanto+ovário) de  5-9  milímetros de comprimento 
| Caule                             | Caule                                               |
| --------------------------------- | --------------------------------------------------- |
| tricoma                           | dendritico/ramificado amorfo                        |
| Folha                             |                                                     |
| pecíolo                           | comprimento evidente                                |
| consistência                      | cartácea                                            |
| base                              | aguda/cuneada/curto decorrente/arredondada          |
| ápice                             | acuminado/agudo/emarginado                          |
| margem                            | sinuosa/serrulada/revoluta                          |
| nervura acródroma                 | 3/5                                                 |
| domácia                           | ausente                                             |
| Inflorescência                    |                                                     |
| posição                           | curvada                                             |
| pedúnculo                         | curto comprimento até 10 centímetros                |
| bráctea forma                     | espatulada                                          |
| bractéola                         | espatulada                                          |
| Flor                              |                                                     |
| número floral                     | tetrâmera                                           |
| hipanto                           | campanulado/liso                                    |
| tórus                             | glabro                                              |
| deiscência do cálice              | irregularmente valvar                               |
| pétala                            | membranácea/lisa                                    |
| estame apêndice ascendente        | ausente                                             |
| lóculos do ovário                 | 4                                                   |
| Fruto                             |                                                     |
| comprimento do hipanto com ovário | curto até 7 milímetros/longo maior que 7 milímetros |

## Conservação
A espécie faz parte da Lista Vermelha das espécies ameaçadas do estado do Espírito Santo, no sudeste do Brasil. A lista foi publicada em 13 de junho de 2005 por intermédio do decreto estadual nº 1.499-R. 

## Distribuição
A espécie é encontrada nos estados brasileiros de Bahia e Espírito Santo. 
Em termos ecológicos, é encontrada no domínio fitogeográfico de Mata Atlântica, em regiões com vegetação de floresta ombrófila pluvial.